# 白带灰笋螺
白带灰笋螺（学名：Hastula caerulescens），是新腹足目笋螺科花笋螺属的一种。主要分布于台湾，常栖息在浅海砂底。